# Wild Dog
Wild Dog, il cui vero nome è Jack Wheeler, è un personaggio dei fumetti creato da Max Allan Collins (testi), Terry Beatty (disegni), pubblicato dalla DC Comics. La sua prima apparizione avviene in Wild Dog #1 (Settembre 1987).

## Biografia
Jack Wheeler è un marines esperto, che si innamora di Claire, figlia di un boss mafioso locale. Durante il matrimonio, Claire viene uccisa da una famiglia rivale, e Jack decide di vendicarsi. Dopo esser entrato da solo nella casa della famiglia mafiosa e aver sterminato l'intera famiglia, Jack viene ferito gravemente. All'ospedale i medici gli inseriscono delle placche metalliche su tutte le ossa fratturate del corpo. Uscito dall'ospedale Jack si accorge di non sentire più il dolore fisico, ciò lo porterà a rischiare nuovamente la vita incurante del pericolo.
Nascondendosi il volto con una maschera da Hockey, Jack diventerà il duro vigilante Wild Dog. Wild Dog, ha avuto diversi scontri con eroi "classici" della DC. Per i suoi metodi duri, Wild Dog si è dovuto scontrare più volte con Batman e con The Question.
Per il suo carattere irruente e arrogante, ha stretto una grande amicizia con l'alieno Lobo.
Di recente ha affrontato il fortissimo Vigilante III (Dorian Chase), fratello minore del secondo Vigilante, ovvero Adrian Chase, amico di Jack, che si è suicidato dopo che un criminale lo ha umiliato sconfiggendolo e smascherandolo in diretta TV. I due si sono affrontati per i metodi persino più violenti di quelli di Wild Dog di Dorian Chase, Jack non riesce ad accettare che Dorian sia così diverso dal fratello maggiore, e così decide di affrontarlo, ma la differenza tra i due è talmente elevata, che Wild Dog rischia di morire, verrà salvato da Batman.
Successivamente ha deciso di spostarsi a Metropolis.

## Poteri e abilità
Jack Wheeler è un ex marines, esperto di esplosivi e con le armi da fuoco. Abile cecchino e ottimo pistolero, Jack è anche abile nel combattimento corpo a corpo ed è un esperto nel combattimento corpo a corpo con l'utilizzo dei pugnali. Abile come informatico e ottimo pilota.

## Altri media
Wild Dog è un personaggio ricorrente nella quinta stagione di Arrow, interpretato da Rick Gonzalez. In Arrow, Wild Dog è l'alias di Renè Ramirez, un giovane vigilante spericolato ed ex marinaio della Marina ispirato dalla crociata di Freccia Verde. Anche se Green Arrow inizialmente ordini a Wild Dog di smettere di interferire con il suo lavoro, alla fine prende Renè sotto la sua ala e lo allena.